# Combate de Riosinho
El Combate de Riosinho fue un enfrentamiento bélico entre las tropas del ejército de Bolivia
Cerca del amanecer del 12 de diciembre de 1900, alrededor de 500 brasileños atacaron al batallón "Independencia" que se encontraba acantonado en Riosiño.
El plan de los brasileños era atacar por sorpresa al batallón boliviano, todavía en plena oscuridad y mientras estuviesen durmiendo.
Pero con lo que no contaron los brasileños fue que el soldado boliviano Maximiliano Paredes (que se encontraba de centinela) ya los había visto movilizarse en pleno monte y empezó a disparar a los brasileños, alertando al mismo tiempo a sus camaradas sobre la presencia enemiga. Maximiliano cayó heroicamente en combate por los múltiples proyectiles que recibió de parte de los separatistas brasileños.
Pero, el ataque brasileño fue rechazado totalmente por las tropas bolivianas. Los brasileños tuvieron que retirarse y abandonar el lugar luego de constatar un gran número de muertos entre sus filas, además de varios heridos.
Este combate fue ganado por las tropas bolivianas debido a la sorpresa arruinada por el centinela Maximiliano Paredes quien años después fue ascendido al grado de sargento (pos-mortem) y declarado héroe a nivel nacional.